# Wolfgang Franz (Theologe)

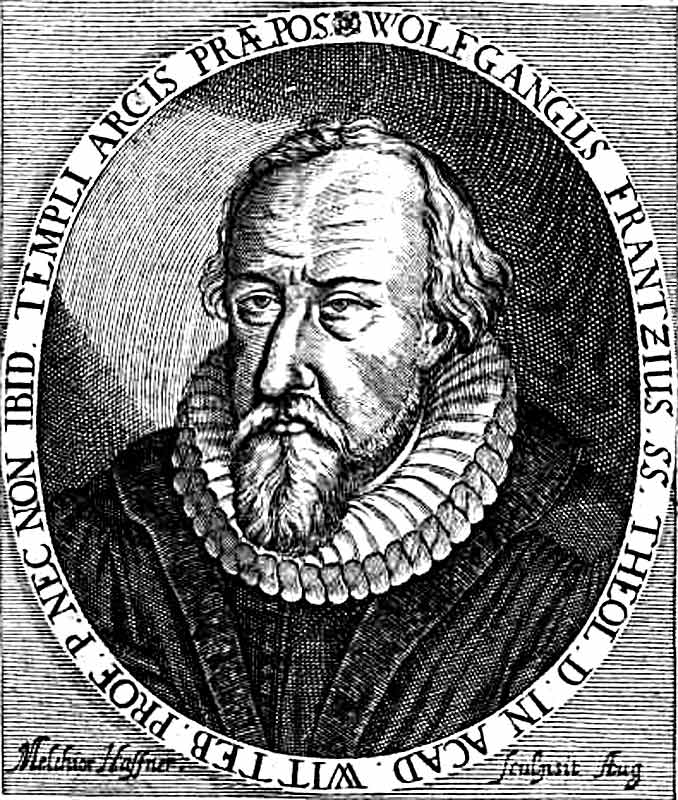
Wolfgang Franz

Wolfgang Franz (auch: Frantz, Franzius; * Oktober 1564 in Plauen; † 26. Oktober 1628 in Wittenberg) war ein deutscher lutherischer Theologe.

## Leben
Geboren als Sohn des Maurers und Tuchmachers Phillipus Frantz und seiner Frau Martha, der Tochter des Plaueners Ratskämmers Wolff Mühling, wurde er auf der Schule seiner Heimatstadt vorgebildet. Nachdem er auch die Schule in Küstrin besucht hatte, studierte er an der Universität Frankfurt (Oder), wo er bei seinem Onkel M Joachim Franz Aufnahme fand, und ab 1585 an der Universität Wittenberg. Dort erwarb er 1587 an der philosophischen Fakultät den akademischen Grad eines Magisters und lehrte dort als Privatdozent fast über ein Jahrzehnt, bis ihm 1598 an der Wittenberger Akademie eine Professur für Geschichte angetragen wurde.
Seine Vorbilder waren jene großen Theologen, die auch bedeutende Äußerungen oder Werke zur Geschichte hinterlassen haben: Martin Luther, Philipp Melanchthon, Paul Eber, Georg Major, Georg Spalatin und David Chyträus. So hatte sich der Sachse und kurfürstliche Stipendiat dann auch der Meißner und sächsischen Geschichte zugewandt. Der kurfürstliche Administrator Sachsens gab ihm mehr der Versorgung halber den Lehrstuhl.
Wie ersichtlich ist, orientierte sich Franz jedoch mehr an theologischen Fragen. Er promovierte noch gleich im Jahr seiner Amtsübernahme zum Doktor der Theologie, woraufhin er 1601 seine Professur niederlegte und als Propst nach Kemberg ging. Durch den Tod Salomon Gesners erlangte er 1605 Zugang zu einer theologischen Professur, wurde damit verbunden Propst der Wittenberger Schlosskirche und 1616 Assessor am Wittenberger Konsistorium. Das Rektorat der Universität bekleidete er dreimal, stand fleißig mit Rat und Tat zur Verfügung und setzte sich besonders für arme Studenten ein.
Obwohl man anfänglich gegen Franz Argwohn hegte, weil er sich der Anhängerschaft zum Calvinismus verdächtig gemacht hatte, setzte er sich im Laufe seiner Amtszeit durch und entwickelte sich zu einem typischen Vertreter der in Wittenberg vertretenen lutherischen Orthodoxie. Als Autor waren seine umfangreichen Schriften zu seiner Zeit von Bedeutung und erlebten teilweise mehrere Auflagen. Vor allem stechen seine Streitschriften gegen die römisch-katholische Kirche, den Calvinismus und den Sozinianismus hervor. Die Lehrtätigkeit von Franz wurde jäh durch einen Schlaganfall beendet, der ihn 1620 auf ein langes hoffnungsloses Krankenlager warf.
Franz war zwei Mal verheiratet:
1. Ehe am 25. Januar 1591 mit Anna, der Tochter des Köthener Superintendenten M. Petrus Harring. Drei Söhne und eine Tochter, ein Sohn M. Wolfgang Franz, der in der Lausitz tätig war, überlebte den Vater.
2. Ehe 1618 mit Sabina, der Tochter des Wittenberger Professors für Medizin Ernestus Hettenbach, keine Kinder.

## Werkauswahl

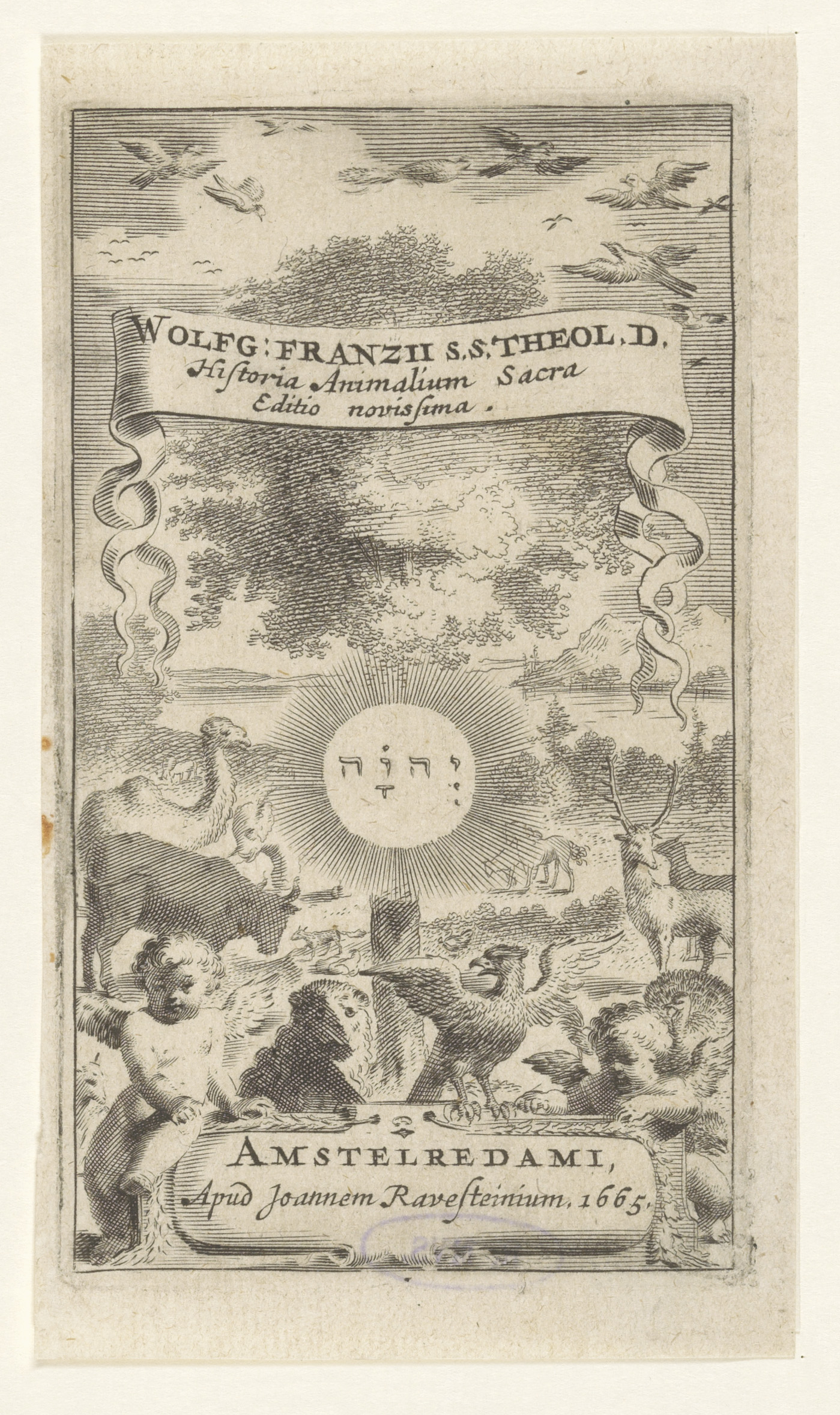
Wolfgang Franz, Historia Animalium Sacra, Amsterdam, 1665

- Augustanae confessionis articuli priores decem, 1609, 1610
- Disputationes 24 super Auguastranam confessionem integram, 1611, 1620
- Syntagma controversiarium theologicarum, 1612
- Disputationes per integrum Deuteronorium, 1608
- De interpretatione S. Scriptuarum maxime legitima, 1609 u. sp.
- Animalium historia sacra, 1612 bis 1712 in zahlreichen Auflagen